# Enrique Almaraz Santos
Enrique Almaraz y Santos (La Vellés, 22 de septiembre de 1847-Madrid, 22 de enero de 1922) fue un eclesiástico español que ocupó la dignidad de cardenal de la Iglesia Romana, y ocupó las cátedras de Palencia (1893-1907), Sevilla (1907-1920) y la Primada de Toledo (1920-1921).

## Biografía

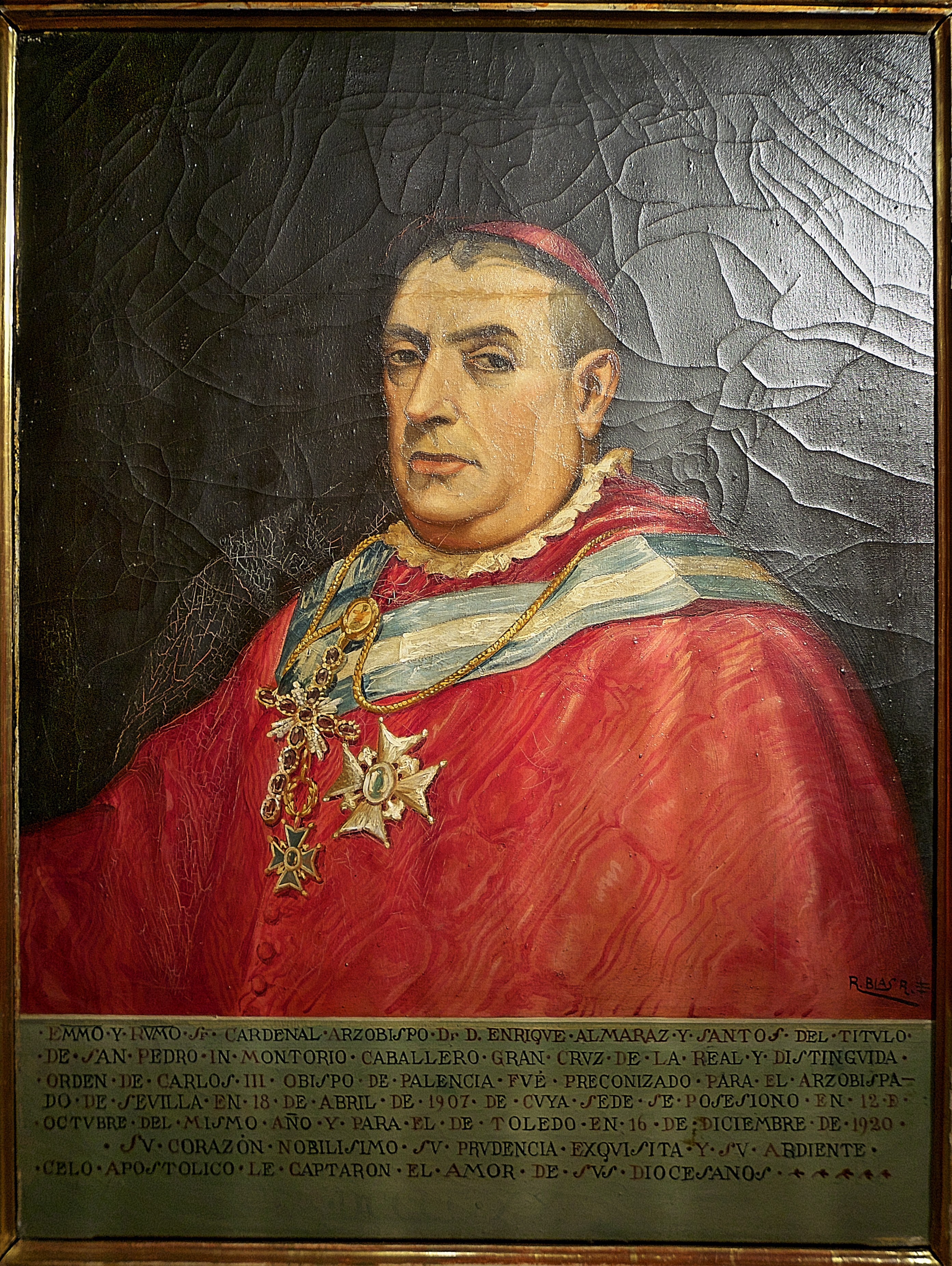
Retrato de Ralael Blas Rodríguez

Estudió en el seminario de Salamanca, donde obtuvo el doctorado en teología y bachiller en cánones, y ejerció como coadjutor en varias parroquias de misma ciudad. El rey Alfonso XII de España lo nombró predicador de cámara y catedrático en el seminario de San Dámaso. 
En el año 1893, León XIII lo nombró obispo de Palencia, siendo ordenado el 16 de abril del mismo año por el cardenal Ciriaco Sancha y Hervás, arzobispo de Valencia. Tras la muerte de Salvador Castellote y Pinazo fue designado para la Archidiócesis de Sevilla en el año 1907. De su mandato en ella destaca la fractura de la concordia establecida por el cardenal Marcelo Spínola entre los carlistas e integristas, y la peregrinación que organizó desde la ciudad a Roma en 1908 en conmemoración del quincuagésimo aniversario de la primera misa celebrada por Pío IX.
El 27 de noviembre de 1911 fue creado cardenal con el título de San Pietro in Montorio, y tres años después participó en el cónclave que eligió pontífice a su amigo Giacomo della Chiesa (Benedicto XV), coincidiendo que ambos murieron el mismo día, mes y año, y casi también a la misma hora.
En el año 1917 fue proclamado hijo adoptivo de Sevilla, y un año después la catedral hispalense albergó la celebración de sus bodas de plata episcopales, a las que acudieron las autoridades municipales.
El 15 de noviembre de 1920 fue nombrado arzobispo de Toledo y Primado de España, falleciendo dos años más tarde en Madrid. Fue sepultado por deseo propio en la catedral de Toledo, frente a la capilla de Santa Teresa. Fue el primer arzobispo de Toledo que no ostentaba ni el título de Patriarca de las Indias Occidentales (a partir de él ningún arzobispo de Toledo lo volvería a ostentar) ni el de Canciller Mayor de Castilla (el título es abolido). 
Fue además miembro correspondiente de la Real Academia de la Historia, caballero gran cruz de la Orden de Carlos III y también hijo adoptivo de Palencia y El Puerto de Santa María.